# Fayetteville, Tennessee
Fayetteville är administrativ huvudort i Lincoln County i Tennessee. Orten har fått sitt namn efter Fayetteville, North Carolina som fick sitt namn efter markisen av Lafayette. Fayetteville hade 6 827 invånare enligt 2010 års folkräkning.

## Kända personer från Fayetteville
- John Neely Bryan, jordbrukare, advokat och affärsman